# Parco nazionale di Brioni
Il Parco nazionale di Brioni è una area naturale protetta della Croazia istituito nel 1983.
Il suo territorio comprende le omonime isole e le acque circostanti.

## Flora
La maggior parte della flora che ricopre l'arcipelago delle Brioni ha tipiche caratteristiche mediterranee. Nell'isola di Brioni maggiore, infatti, si possono rintracciare associazioni vegetali come la macchia mediterranea con boschi di lecci, di lauri e di conifere.
Oltre a queste, nell'isola sono abbastanza diffuse anche specie istriane a rischio di estinzione come i papaveri marittimi, le zucchine selvatiche e alcune specie erbacee.